# روسپی‌خانه

وضعیت قانونی فاحشگی در کشورهای مختلف جهان.
بدون جریمه برای فاحشگی
فاحشگی قانونی است یا تنظیم شده است
فاحشگی قانونی است اما فعالیت های سازمان یافته نظیر فاحشه خانه غیرقانونی است
نئو-لغو گرایی غیرقانونی برای خرید رابطه جنسی و برای دخالت شخص ثالث، قانونی برای فروش رابطه جنسی
فاحشگی غیرقانونی است
وضعیت قانونی این امر به صورت محلی مشخص می شود

فاحشه‌خانه یا روسپی‌خانه، شامل طیف گسترده‌ای می‌شود. در تعریف ساده، روسپی‌خانه، مکانی است که در آن، خدمات جنسی بر اساس قوانین تجاری، سازمان یافته و فروخته می‌شوند. با این حال، بنا به قوانین حقوقی و یا ملاحظات فرهنگی، یک فاحشه‌ خانه می‌تواند تحت عناوین دیگری مانند کلوب خصوصی و... فعالیت کند. شیوه سنتی فاحشه‌ خانه‌ها، بر اساس تقاضای خدمات جنسی توسط مردان و عرضه آن توسط زنان، شکل گرفته است. در کشورهایی که فروش خدمات جنسی، پوشش قانونی دارند، معمولاً از عناوین دیگری مانند «کارگر جنسی» برای  نامیدن عرضه کنندگان خدمات جنسی، استفاده می‌شود. تفاوت فاحشی، هم از نظر قانونی و هم فرهنگی در ارتباط  با تجارت خدمات جنسی بین کشورهای مختلف، وجود دارد. در ایران و برای مثال نروژ، فروش خدمات جنسی در مقابل پول، ممنوع است. در حالی که در کشورهای دیگر، کارگران جنسی با پرداخت مالیات، باعث افزایش درآمد ملی کشورشان می‌شوند.

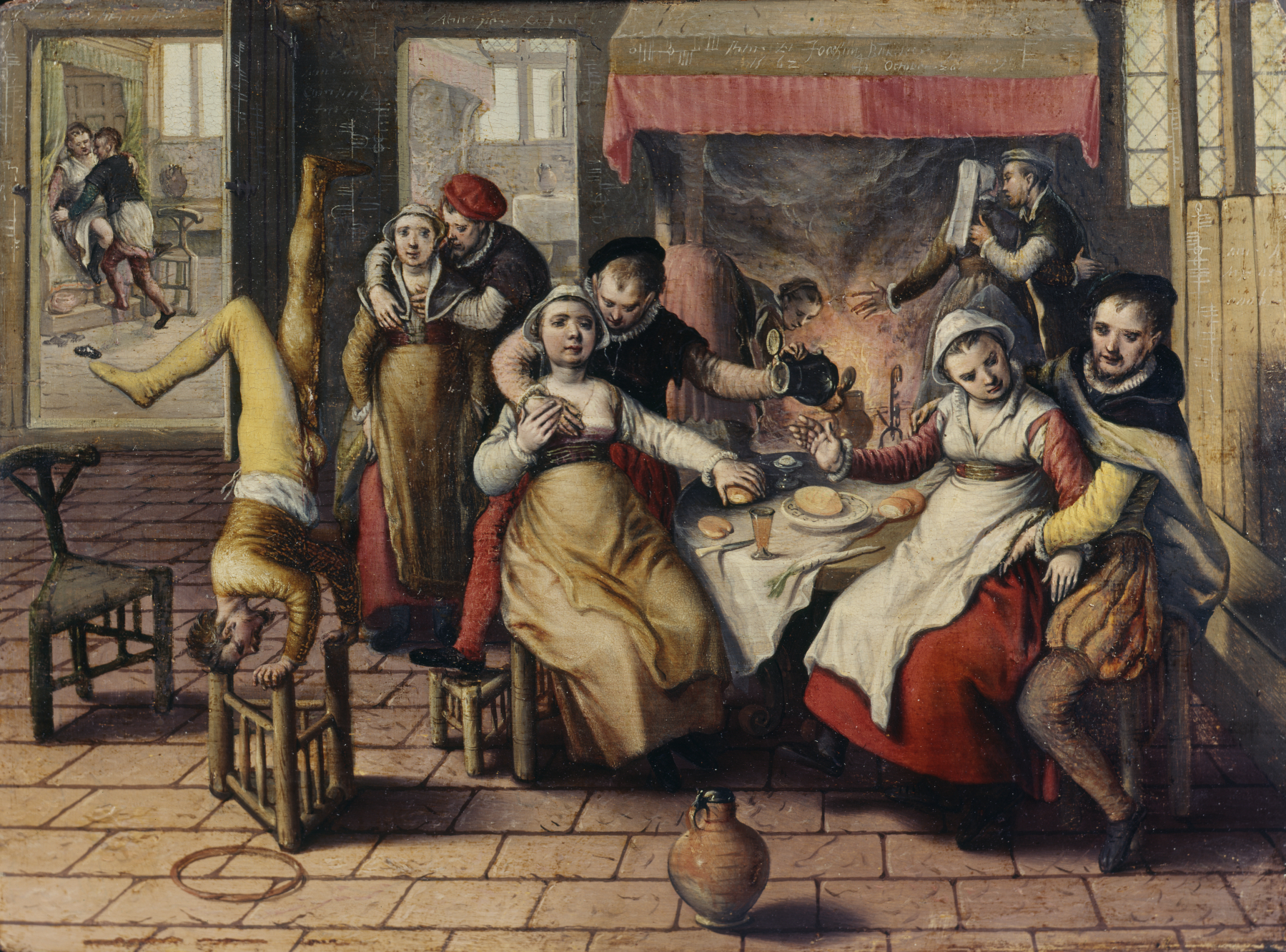
یواخیم بوکلیر ، فاحشه خانه ، 1562

## پیشینه

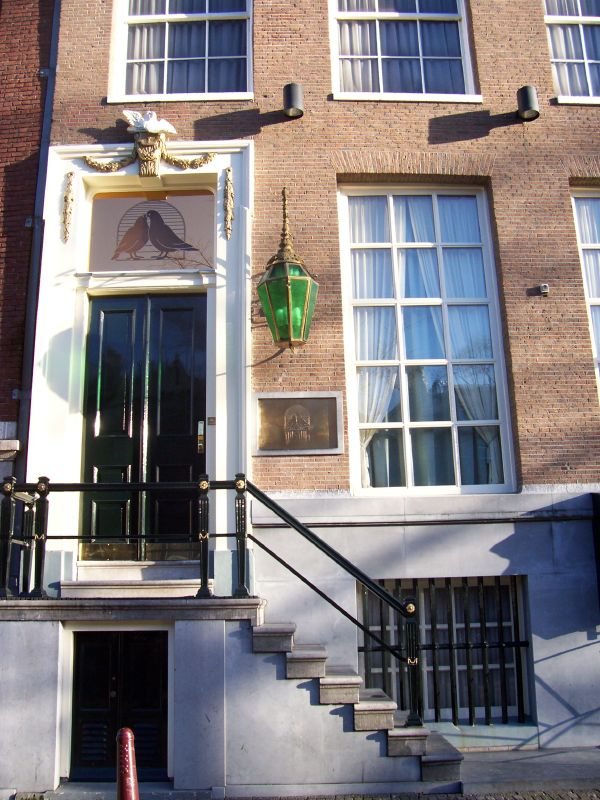
روسپی‌خانه معروف یاب‌یام در آمستردام

فعالیت روسپی‌خانه‌ها به ۴۰۰۰ سال پیش از میلاد برمی‌گردد.

### پیشینه در ایران
در زمان ناصرالدین شاه قاجار در تهران و سایر شهرهای ایران فاحشه خانه‌هایی به‌طور رسمی آغاز به کار کردند. همچنین بعدها در دوره پهلوی؛ شهرنو نام دیگر روسپی‌خانه‌ها در ایران بودند.

## پیوند به بیرون

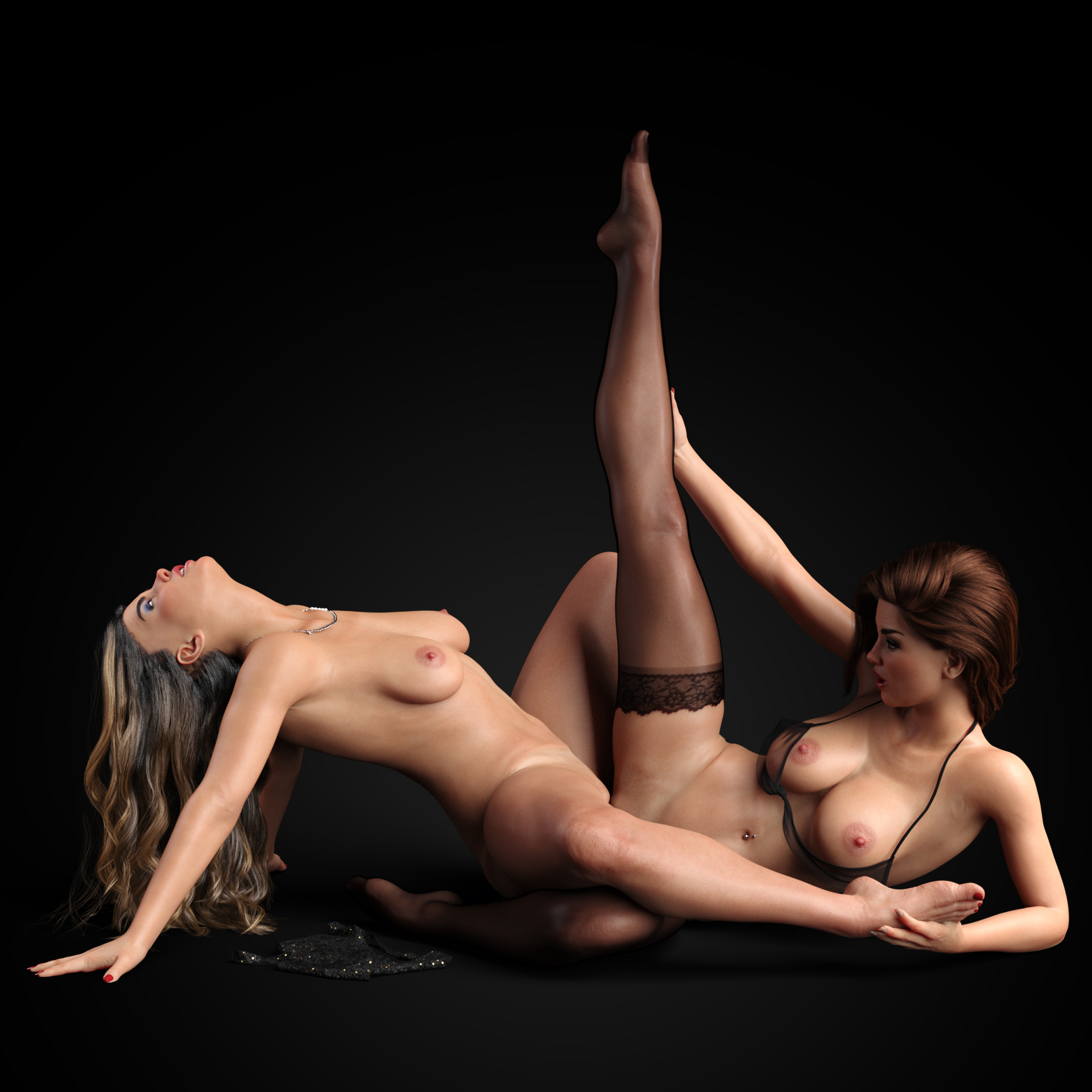
دو زن لزبین در پوزیشن جنسی